# Kaskady Rodła
Die Kaskady Rodła sind ein Wasserfall in den polnischen Schlesischen Beskiden bei Wisła. Das Wasser des Biała Wisełka fällt in mehreren Kaskaden, die von 5 m bzw. 3,5 m hoch sind, in die Tiefe.

## Name
Der Name Kaskady Rodła lässt sich als „Kaskaden des Rodło“ übersetzen.

## Flora und Fauna
Der Wasserfall liegt unterhalb der Baumgrenze in einem dichten Mischwald.

## Tourismus
Der Wasserfall ist über einen markierten Wanderweg von Wisła erreichbar.